# Полонийбарий
Полонийбарий — бинарное неорганическое соединение,
полония и бария
с формулой BaPo,
серые кристаллы.

## Получение
- Сплавление стехиометрических количеств чистых веществ:

{\displaystyle {\mathsf {Po+Ba\ {\xrightarrow {T}}\ BaPo}}}

## Физические свойства
Полонийбарий образует кристаллы
кубической сингонии,
пространственная группа F m3m,
параметры ячейки a = 0,7119 нм, Z = 4,
структура типа хлорида натрия NaCl
.